# Wageningen Marine Research

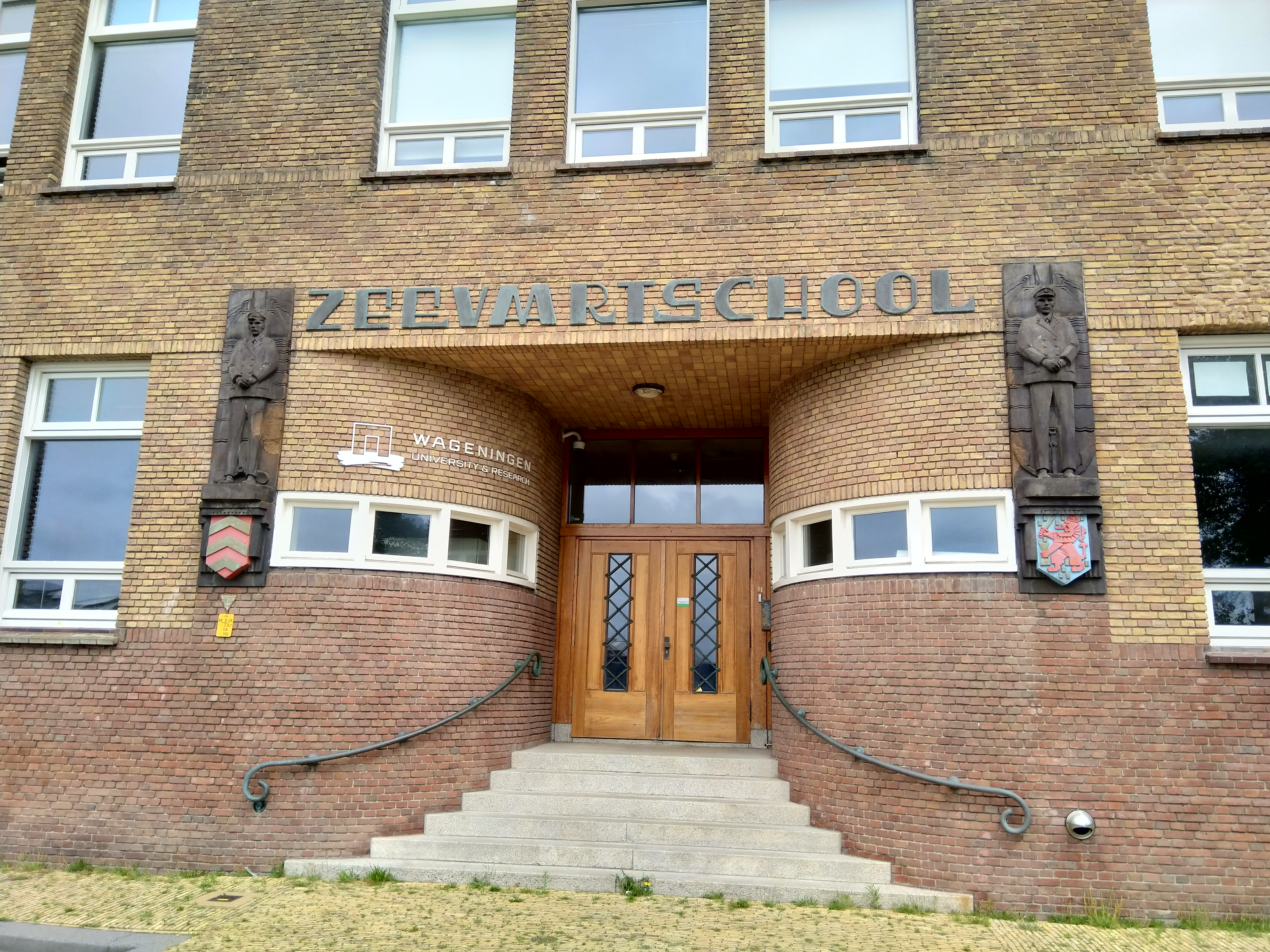
Wageningen Marine Research – vestiging Den Helder. Gebouw van de voormalige Gemeentelijke Hogere Zeevaartschool (2024).

Wageningen Marine Research is een onderzoeksinstituut van Wageningen University & Research dat zich toelegt op strategisch en toegepast marien ecologisch onderzoek. Wageningen Marine Research is in 2006 ontstaan door de samenvoeging van het Rijksinstituut voor Visserijonderzoek RIVO, onderdelen van Alterra (sinds 2016 Wageningen Environmental Research) en de afdeling Ecologische Risico's van TNO. Het gevormde onderzoeksinstituut heeft vestigingen in IJmuiden, Yerseke en Den Helder en biedt werk aan 180 onderzoekers. Het institutuut is in 2016 van naam veranderd van IMARES (Institute for Marine Resources & Ecosystem Studies) naar Wageningen Marine Research.

## Werkveld
Wageningen Marine Research voert onderzoek uit in de volgende werkvelden:
- Natuur 
  - Ecosysteemeffecten
  - Effecten van infrastructurele werken
  - Advisering beheer kust & zee
  - Bestandssurveys op zee
  - Klimaat en zeeonderzoek
  - Vismigratie in de rivieren
- Milieu
  - Geavanceerde analyse van chemische verbindingen in verschillende matrices en weefsel
  - Ecotoxicologische beoordeling / Risk Assessment
  - Ontwikkeling van geavanceerde risicomodellen
  - Experimentele faciliteiten: (2-D) chemisch laboratorium; mesokosmossenopstelling
- Visserij
  - Binnenvisserij
  - Kustvisserij
  - Garnalenvisserij
  - Platvissector  
    - Pelagische sector

  - Visserij en visserijeffecten
- Aquacultuur
  - Schelpdierkweek
  - Zeewierteelt